# Granizado hawaiano
El granizado hawaiano (shave ice o ice shave en inglés) es un postre tradicional hawaiano, elaborado a base de hielo y sirope. Este postre es muy popular en Hawái y Estados Unidos, desde donde se ha exportado a otros lugares del mundo.

## Historia
El granizado hawaiano desciende del postre tradicional japonés kakigōri, elaborado de una manera similar. Este postre del período Heian fue importado a Hawái por los inmigrantes japoneses que buscaban empleo en las plantaciones locales. Para prepararlo, los japoneses cortaban bloques de hielo de grandes dimensiones con katanas y con otras armas tradicionales japonesas, heredadas de generación en generación en las familias japonesas que habían emigrado al archipiélago.

## Preparación

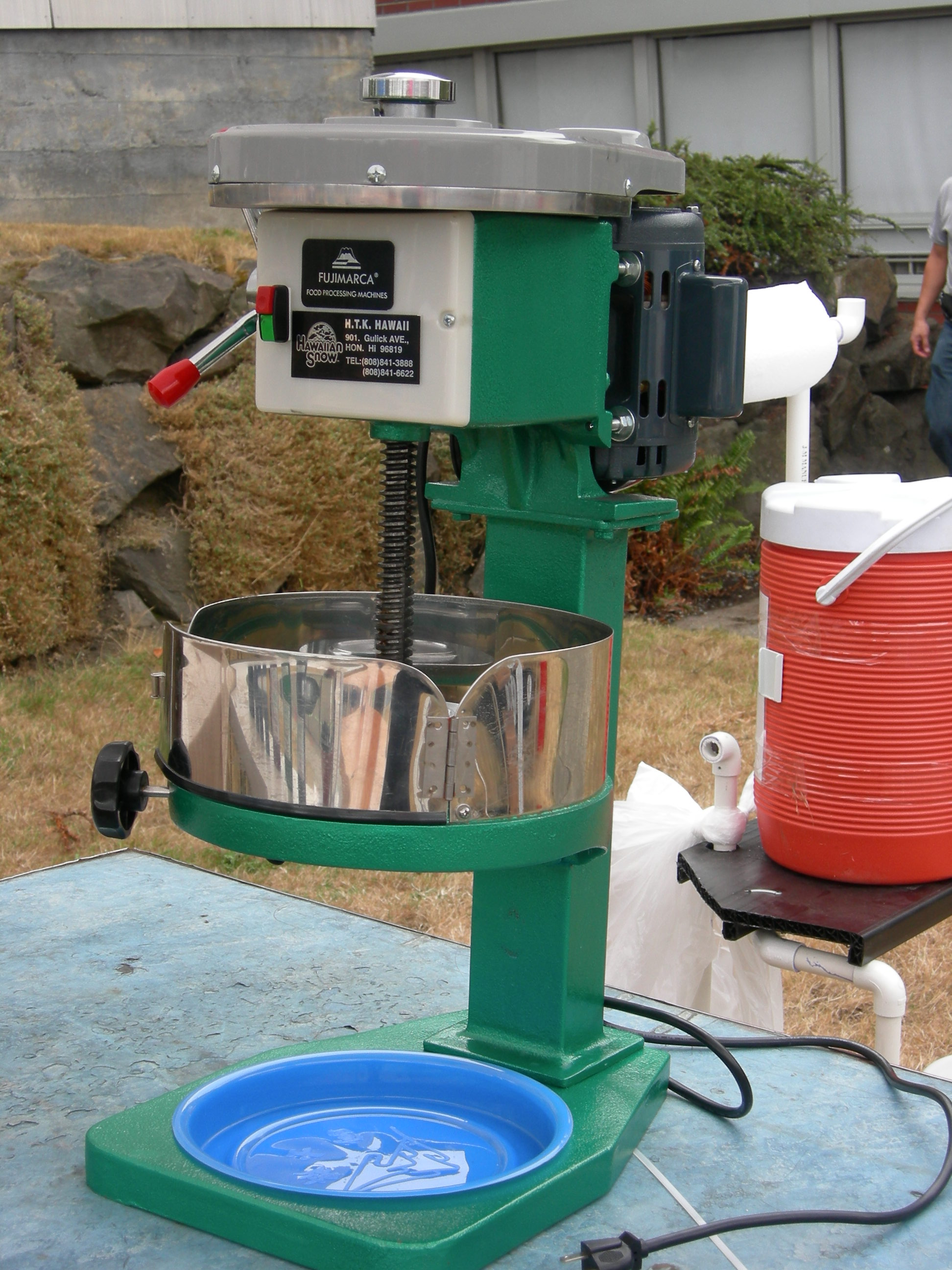
Máquina para hacer granizado creada en Hawaii

En primer lugar, un bloque de hielo del tamaño adecuado se raspa manualmente con instrumentos cortantes o automáticamente con una máquina, hasta que se obtiene una gran cantidad de lascas de textura fina. Después, estas lascas se vierten en una tarrina de plástico o una copa de cristal antes de que se derritan; algunos añaden también helado de vainilla o judías azuki antes de poner el hielo. Una vez elaborado el hielo picado, se añaden siropes de múltiples sabores como guava, piña, crema de coco, fruta de la pasión, lichi, kiwi y mango (ingredientes típicos de Hawái). Las lascas de hielo absorben completamente los siropes saborizantes, sin que estos queden flotando a su alrededor. Así, si el postre se prepara correctamente, no es necesario el uso de una pajilla, ya que el hielo está impregnado de sirope y no al revés (los siropes pueden quedarse en el fondo si se agregan antes del hielo). Tras añadir los sabores al granizado, este suele acompañarse con un recubrimiento de leche condensada. Dicho recubrimiento es muy común en O'ahu, Maui y Big Island, donde esta forma de presentación del granizado se denomina "a la japonesa".